# 국가와 타방국가 국민간의 투자분쟁의 해결에 관한 협약

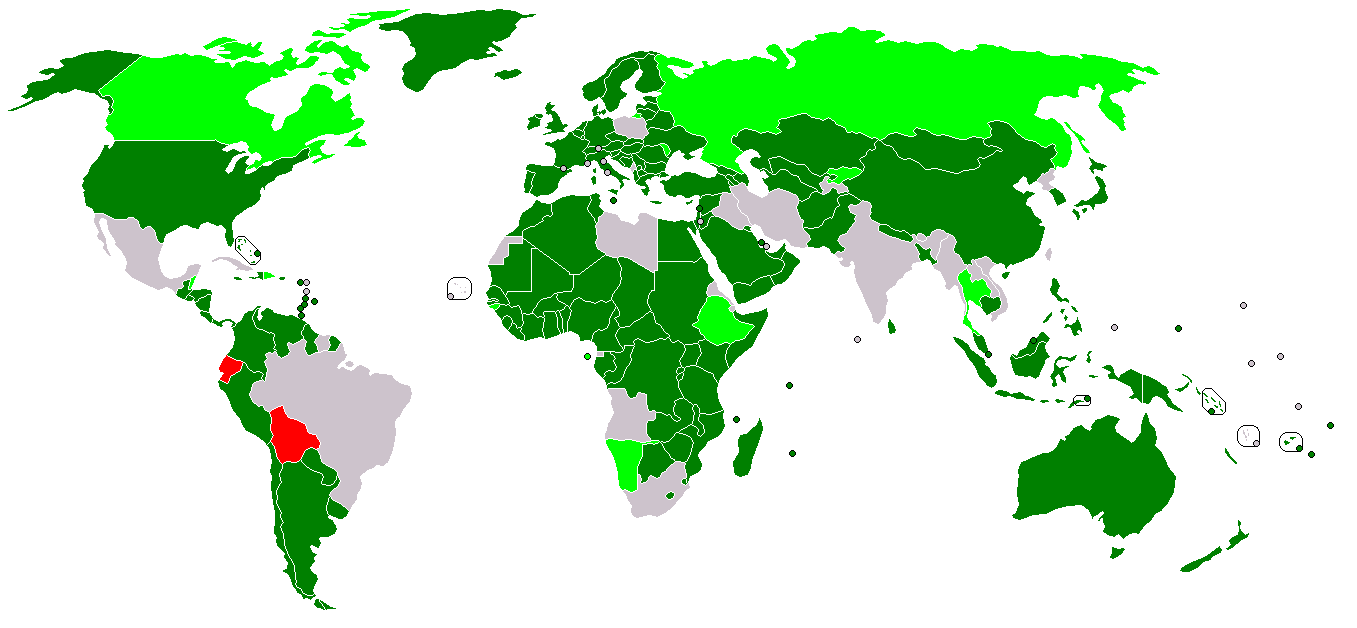
ICSID 발효
ICSID 서명은 했으나 비준이 안 됨
옛 회원국

국가와 타방국가 국민간의 투자분쟁의 해결에 관한 협약(Convention on the Settlement of Investment Disputes between States and Nationals of Other States)은 1965년 3월 18일 미국 워싱턴 DC에서 작성되어 1966년 10월 14일에 발효되었다.
대한민국 의회는 1967년 1월 28일 제59회 국회 8차 본회의에서 비준하였으며, 1967년 2월 21일 유엔 사무총장에게 비준서를 기탁했다. 1967년 2월 21일 관보에 게재되어 조약 제234호로 1967년 3월 23일부터 국내에 발효되었다.

## 같이 보기
- 국제 투자 분쟁 해결 센터(ICSID)